# Go! La Fiesta Inolvidable
Go! La Fiesta Inolvidable (bra: Go! Festa Inesquecível; prt: GO! Uma Festa Inesquecível) é um especial de verão da série Go! Vive a Tu Manera, em formato de filme. Ele se passa durante os dois últimos dias do ano. Estrelado por Pilar Pascual, Renata Toscano, José Gimenez Zapiola, Santiago Sáez, Laura Azcurra e Gastón Ricaud. O filme estreou pela Netflix em 15 de novembro de 2019.

## Enredo
As férias de Mía com seu pai são interrompidas pela inesperada chegada de Lupe, Mercedes, Juanma e Álvaro.

## Elenco
- Pilar Pascual  como Mía Cáceres
- Renata Toscano como Lupe Achavál
- José Giménez Zapiola como Álvaro Paz
- Santiago Sáez como Juanma Portolesi
- Carmela Barsamián como Zoe Caletián
- Paulo Sanchez Lima como Simón
- Majo Cardozo como Agustina (Agus) Goméz
- Daniel Rosado como Nicolás (Nico) Ferrari
- Laura Azcurra como Mercedes Alchával
- Gastón Ricaud como Ramiro Achával
- Florencia Benitez como Florencia Portolesi

## Música
Go! La Fiesta Inolvidable (Música de la Serie Original de Netflix) é a trilha sonora oficial do especial de verão, que foi lançada a 15 de novembro de 2019 nas plataformas digitais, como o Deezer e o iTunes.
| N.º | Título                    | Artista(s) | Duração |  |
| 1.  | "Hola Que Tal"            | Renata Toscano | 3:13    |  |
| 2.  | "Lo Supe Desde Que Te Ví" | Pilar Pascual & José Giménez Zapiola                                                                                                  | 2:34    |  |
| 3.  | "Tú y Yo Lo Sabemos"      | José Giménez Zapiola & Santiago Saez                                                                                                  | 3:13    |  |
| 4.  | "Eres Como Yo"            | Pilar Pascual & Renata Toscano | 3:08    |  |
| 5.  | "3, 2, 1, Go!"            | Pilar Pascual, José Giménez Zapiola, Renata Toscano, Santiago Saez, Carmela Barsamián, Paulo Sanchez Lima, Majo Cardozo & Nico Rosado | 2:34    |  |